# Polytelis
Polytelis es un género de aves de la familia Psittaculidae que incluye a tres especies endémicas de Australia.

## Taxonomía
Tiene descritas tres especies:
- Perico princesa (Polytelis alexandrae) Gould, 1863
- Perico regente (Polytelis anthopeplus) (Lear, 1831)
- Perico soberbio (Polytelis swainsonii) (Desmarest, 1826)